# Болярці (Пловдивська область)
Боля́рці (болг. Болярци) — село в Пловдивській області Болгарії. Входить до складу общини Садово.

## Населення
За даними перепису населення 2011 року у селі проживали 2679 осіб.
Національний склад населення села:
| Національність   | Кількість осіб | Відсоток |
| ---------------- | -------------- | -------- |
| болгари          | 1650           | 93,8%    |
| цигани           | 100            | 5,7%     |
| не визначились   | 7              | 0,4%     |
| Всього відповіли | 1760           |          |

Розподіл населення за віком у 2011 році:
Динаміка населення: